# نیروی زمینی فرانسه
نیروی زمینی فرانسه (به فرانسوی: Armée de Terre) بزرگ‌ترین بخش نیروهای مسلح فرانسه را تشکیل می‌دهد. به طوری‌که در سال ۲۰۰۷ نیروی زمینی فرانسه، دارای ۱۳۴۰۰۰ نفر سرباز رسمی، ۱۵۵۰۰ نفر نیروی ذخیره و ۲۵۷۵۰ نفر کارمند غیرنظامی بود.

## نگارخانه

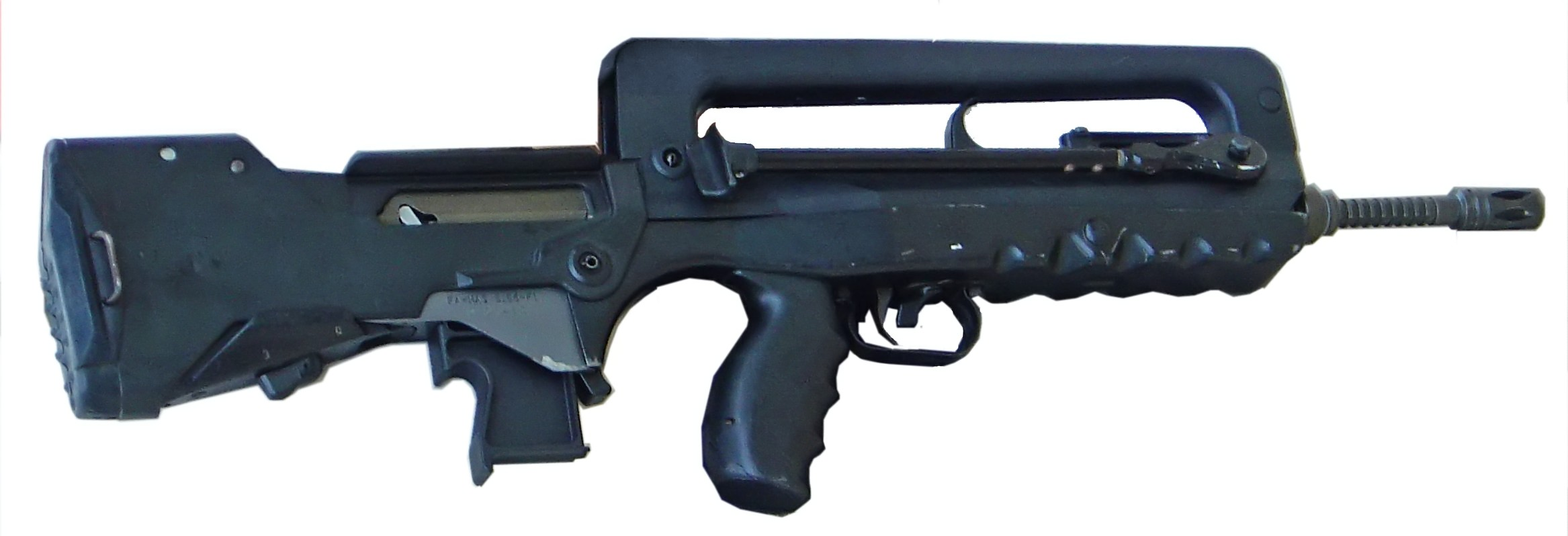
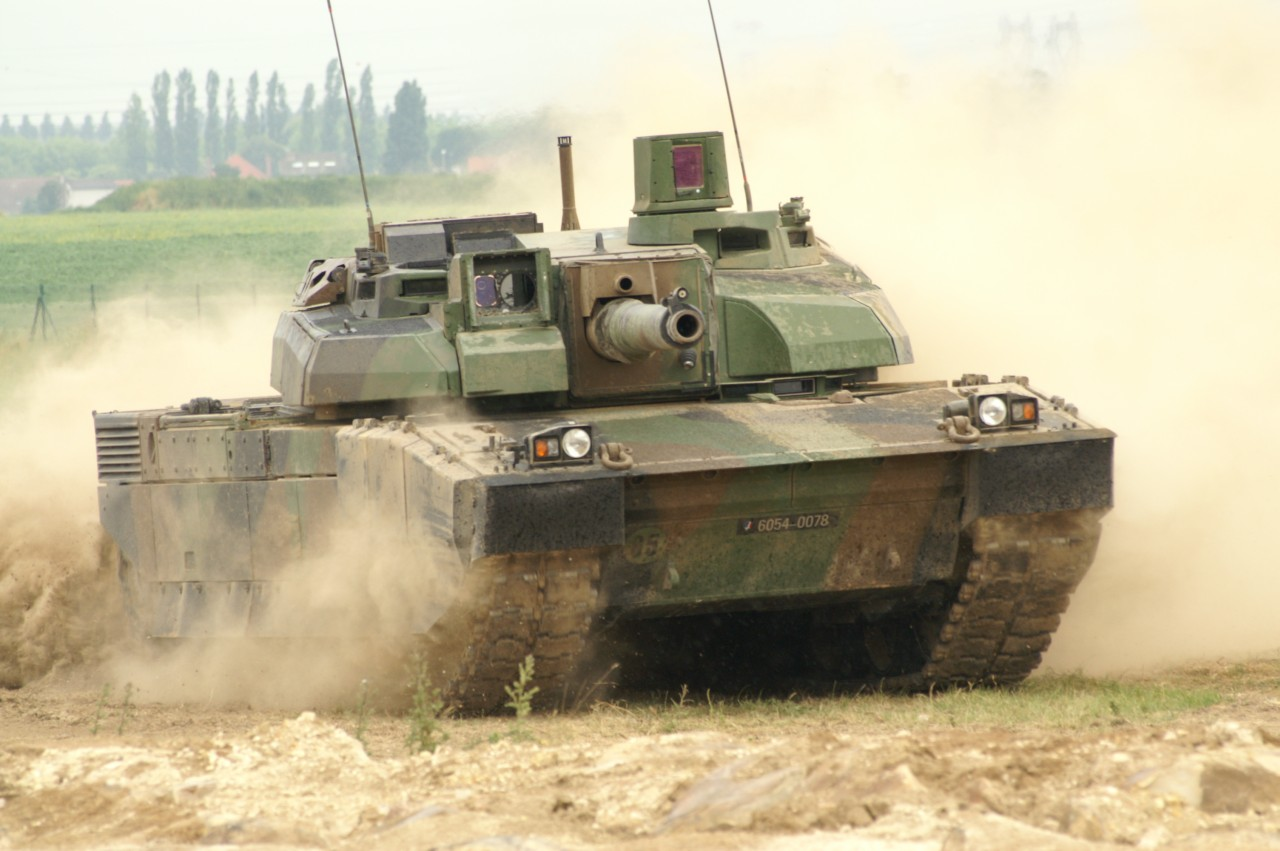
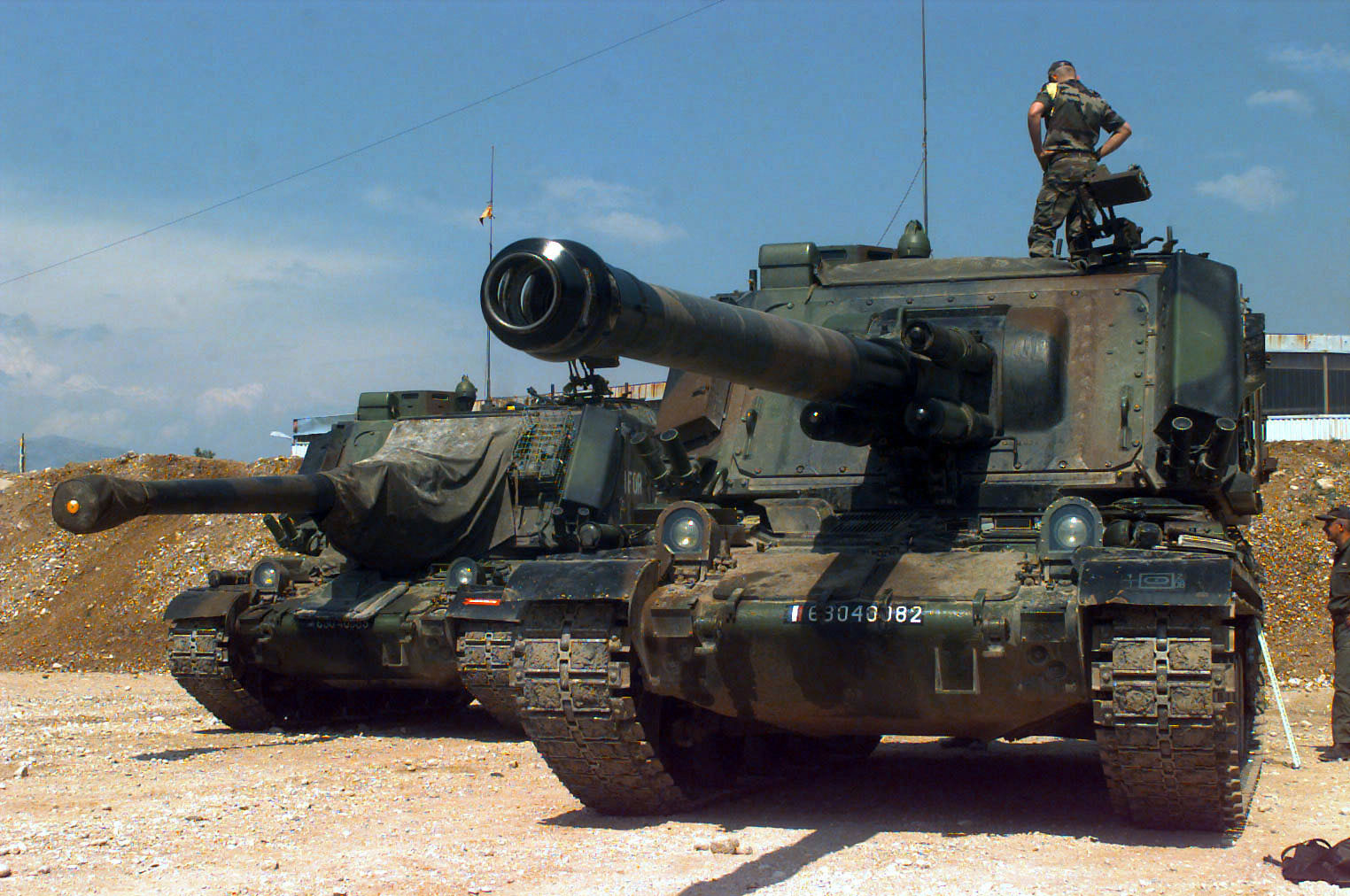
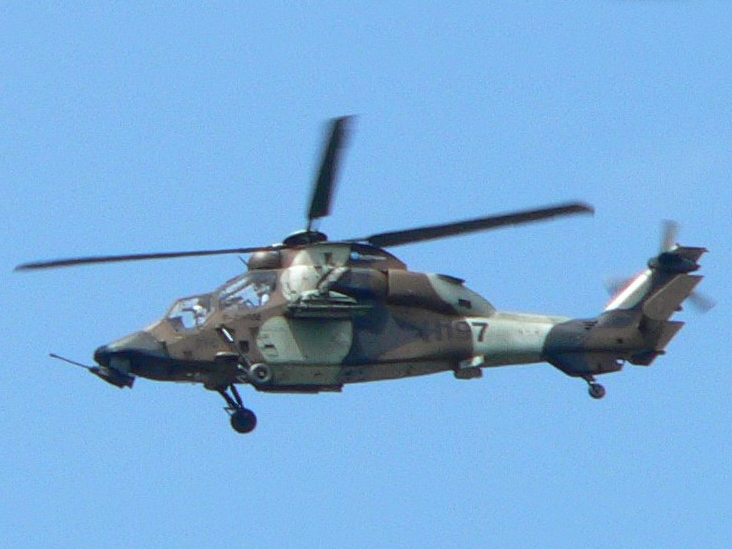